# Edizioni di Giochi senza frontiere
Questa pagina descrive le edizioni estive di Giochi senza frontiere, trasmissione televisiva dell'Unione europea di radiodiffusione andata in onda dal 1965 al 1982 e dal 1988 al 1999.
Nella maggior parte delle edizioni finora disputate, Giochi senza frontiere si svolgeva in maniera itinerante, con un numero di puntate variabile (a seconda delle nazioni partecipanti) e una finale, in cui si sfidavano le migliori squadre che tra tutte le puntate avevano realizzato il punteggio più alto per la loro nazione. Uniche eccezioni sono costituite dalle prime due edizioni (in cui due squadre alla volta si sfidavano e ospitavano i giochi, sul modello di Campanile Sera e Intervilles a cui il programma si ispirava, ed erano previste anche le semifinali) e dalle ultime quattro (in cui le gare si tennero in sede unica).
Per ogni edizione sono riportati l'elenco delle nazioni partecipanti (ciascuna contraddistinta con la sigla e il colore adottato per le squadre) e la tabella delle puntate; per ogni puntata sono indicati la data, la sede dove si è svolta e la classifica finale in ordine di piazzamento e con relativo punteggio (per le prime due edizioni, la squadra vincente e perdente).
Nota bene:
Le vincitrici finali di ogni edizione sono evidenziate in verde scuro. Con l'asterisco (*) sono segnalati vittorie e/o piazzamenti ex aequo.

## Prima edizione (1965)
| Nazioni partecipanti: 4 | Nazioni partecipanti: 4 | Nazioni partecipanti: 4  | Nazioni partecipanti: 4 |
| ----------------------- | ----------------------- | ------------------------ | ----------------------- |
| Belgio (B)              | Francia (F)             | Germania Occidentale (D) | Italia (I)              |

| Puntata       | Data         | Sede                            | Vincitore                         | Sconfitto                         |
| ------------- | ------------ | ------------------------------- | --------------------------------- | --------------------------------- |
| 1ª            | 26 maggio    | Warendorf e Dax                 | Warendorf (4)                     | Dax (0)                           |
| 2ª            | 9 giugno     | Orange e Camogli                | Orange (7)                        | Camogli (5)                       |
| 3ª            | 23 giugno    | Binche e Siegburg               | Binche (4)                        | Siegburg (4)                      |
| 4ª            | 7 luglio     | Stavelot e Saint-Amand-les-Eaux | Saint-Amand-les-Eaux (4)          | Stavelot (-2)                     |
| 5ª            | 21 luglio    | Orvieto e Lemgo                 | Orvieto (10)                      | Lemgo (4)                         |
| 6ª            | 4 agosto     | Ciney e Ischia                  | Ciney (6)                         | Ischia (4)                        |
| 1ª semifinale | 18 agosto    | Ciney e Warendorf               | Ciney (13)                        | Warendorf (13)                    |
| 2ª semifinale | 1º settembre | Saint-Amand-les-Eaux e Orvieto  | Saint-Amand-les-Eaux (7)          | Orvieto (5)                       |
| Finale        | 15 settembre | Ciney e Saint-Amand-les-Eaux    | Ciney e Saint-Amand-les-Eaux (11) | Ciney e Saint-Amand-les-Eaux (11) |

## Seconda edizione (1966)
| Nazioni partecipanti: 4 | Nazioni partecipanti: 4 | Nazioni partecipanti: 4  | Nazioni partecipanti: 4 |
| ----------------------- | ----------------------- | ------------------------ | ----------------------- |
| Belgio (B)              | Francia (F)             | Germania Occidentale (D) | Italia (I)              |

| Puntata       | Data         | Sede                             | Vincitore                | Sconfitto              |
| ------------- | ------------ | -------------------------------- | ------------------------ | ---------------------- |
| 1ª            | 2 giugno     | Eschwege e Arcachon              | Arcachon (7)             | Eschwege (1)           |
| 2ª            | 9 giugno     | Antoing e Tivoli                 | Antoing (13)             | Tivoli (1)             |
| 3ª            | 16 giugno    | Montecatini Terme e Mentone      | Montecatini Terme (10)   | Mentone (-4)           |
| 4ª            | 23 giugno    | Ath e Erkelenz                   | Ath (11)                 | Erkelenz (7)           |
| 5ª            | 1º luglio    | Jambes e Fougères                | Jambes (12)              | Fougères (4)           |
| 6ª            | 7 luglio     | Eichstätt e Alassio              | Eichstätt (12)           | Alassio (4)            |
| 7ª            | 14 luglio    | Bagnères-de-Bigorre e Glückstadt | Bagnères-de-Bigorre (13) | Glückstadt (5)         |
| 8ª            | 11 agosto    | Malmedy e Todi                   | Todi (8)                 | Malmedy (6)            |
| 9ª            | 18 agosto    | Malo-les-Bains e Procida         | Malo-les-Bains (10)      | Procida (0)            |
| 10ª           | 25 agosto    | Sennestadt e Huy                 | Sennestadt (10)          | Huy (8)                |
| 1ª semifinale | 1º settembre | Jambes e Malo-les-Bains          | Jambes (8)               | Malo-les-Bains (4)     |
| 2ª semifinale | 8 settembre  | Eichstätt e Montecatini Terme    | Eichstätt (12)           | Montecatini Terme (10) |
| Finale        | 15 settembre | Eichstätt e Jambes               | Eichstätt (7)            | Jambes (5)             |

## Terza edizione (1967)
| Nazioni partecipanti: 6 | Nazioni partecipanti: 6 | Nazioni partecipanti: 6  | Nazioni partecipanti: 6 | Nazioni partecipanti: 6 | Nazioni partecipanti: 6 |
| ----------------------- | ----------------------- | ------------------------ | ----------------------- | ----------------------- | ----------------------- |
| Belgio (B)              | Francia (F)             | Germania Occidentale (D) | Gran Bretagna (GB)      | Italia (I)              | Svizzera (CH)           |

| Puntata | Data        | Sede       | 1º classificato        | 2º classificato       | 3º classificato                     | 4º classificato                     | 5º classificato       | 6º classificato          |
| ------- | ----------- | ---------- | ---------------------- | --------------------- | ----------------------------------- | ----------------------------------- | --------------------- | ------------------------ |
| 1ª      | 14 giugno   | Vincennes  | Nogent-sur-Marne (54)  | Martigny (51)         | Caserta e Eutin-Nürtingen (44)      | Caserta e Eutin-Nürtingen (44)      | Dinant (43)           | Bridlington (34)         |
| 2ª      | 26 giugno   | Bruxelles  | Bardenberg (52)        | Ciney (49)            | Lytham St Annes (35)                | Lugano e Orvieto (33)               | Lugano e Orvieto (33) | Les Sables-d'Olonne (25) |
| 3ª      | 15 luglio   | Locarno    | Ath (46)               | San Gallo (45)        | Villingen e Anglet (43)             | Villingen e Anglet (43)             | Llandudno (38)        | Cefalù (32)              |
| 4ª      | 26 luglio   | Pisa       | Montecatini Terme (45) | Verviers (38)         | Lindenberg (37)                     | Quimper (36)                        | Plan-les-Ouates (33)  | Hawick (15)              |
| 5ª      | 3 agosto    | Straubing  | Straubing (51)         | Arona (43)            | Worthing-Brighton (42)              | Solothurn (37)                      | Annemasse (35)        | Arlon (28)               |
| 6ª      | 23 agosto   | Blackpool  | Duderstadt (46)        | Riccione (45)         | Cheltenham (43)                     | Forest (38)                         | Lucerna (35)          | Armentières (33)         |
| Finale  | 7 settembre | Bardenberg | Bardenberg (49)        | Nogent-sur-Marne (36) | Cheltenham e Montecatini Terme (35) | Cheltenham e Montecatini Terme (35) | Martigny (32)         | Ath (27)                 |

## Quarta edizione (1968)
| Nazioni partecipanti: 6 | Nazioni partecipanti: 6 | Nazioni partecipanti: 6  | Nazioni partecipanti: 6 | Nazioni partecipanti: 6 | Nazioni partecipanti: 6 |
| ----------------------- | ----------------------- | ------------------------ | ----------------------- | ----------------------- | ----------------------- |
| Belgio (B)              | Francia (F)             | Germania Occidentale (D) | Gran Bretagna (GB)      | Italia (I)              | Svizzera (CH)           |

| Puntata | Data         | Sede            | 1º classificato             | 2º classificato          | 3º classificato                | 4º classificato                | 5º classificato        | 6º classificato        |
| ------- | ------------ | --------------- | --------------------------- | ------------------------ | ------------------------------ | ------------------------------ | ---------------------- | ---------------------- |
| 1ª      | 3 luglio     | Zofingen        | Kaufbeuren (49)             | Watermael-Boitsfort (47) | Zofingen (46)                  | Haguenau (40)                  | New Brighton (33)      | Trani (28)             |
| 2ª      | 17 luglio    | Verviers        | Terracina (51)              | Verviers e Homburg (48)  | Verviers e Homburg (48)        | Plymouth (40)                  | Bellinzona (34)        | San Quintino (28)      |
| 3ª      | 31 luglio    | Vigevano        | Bressoux (50)               | Landau (43)              | Libourne (41)                  | Pordenone (36)                 | Estavayer-le-Lac (34)  | Merton (32)            |
| 4ª      | 14 agosto    | Harrogate       | Osterholz-Scharmbeck (47)   | Stans (40)               | Vannes e Harrogate-Dundee (38) | Vannes e Harrogate-Dundee (38) | Ascoli Piceno (37)     | Mons (28)              |
| 5ª      | 30 agosto    | Siegen          | Siegen (48)                 | Cheltenham (44)          | Biella (39)                    | Mendrisio (37)                 | Gembloux e Épinal (36) | Gembloux e Épinal (36) |
| 6ª      | 4 settembre  | Schwäbisch Hall | Schwäbisch Hall-Inzell (52) | Worthing (46)            | Alghero (40)                   | Cancale (39)                   | Bastogne (35)          | Neuchâtel (31)         |
| Finale  | 11 settembre | Bruxelles       | Osterholz-Scharmbeck (41)   | Stans (39)               | Vannes (33)                    | Worthing (32)                  | Bressoux (27)          | Terracina (24)         |

## Quinta edizione (1969)
| Nazioni partecipanti: 5 | Nazioni partecipanti: 5  | Nazioni partecipanti: 5 | Nazioni partecipanti: 5 | Nazioni partecipanti: 5 |
| ----------------------- | ------------------------ | ----------------------- | ----------------------- | ----------------------- |
| Belgio (B)              | Germania Occidentale (D) | Gran Bretagna (GB)      | Italia (I)              | Svizzera (CH)           |

| Puntata | Data        | Sede      | 1º classificato             | 2º classificato             | 3º classificato       | 4º classificato       | 5º classificato |
| ------- | ----------- | --------- | --------------------------- | --------------------------- | --------------------- | --------------------- | --------------- |
| 1ª      | 25 giugno   | Bruges    | Adria (33)                  | Lauingen (32)               | Interlaken (29)       | Hastings (24)         | Bruges (20)     |
| 2ª      | 9 luglio    | Edimburgo | Shrewsbury (32)             | Lecco e Weiden (30)         | Lecco e Weiden (30)   | Losanna (29)          | Ixelles (19)    |
| 3ª      | 23 luglio   | Caserta   | Arth - Goldau (33)          | Frascati (32)               | Kempen e Cardiff (28) | Kempen e Cardiff (28) | Andenne (17)    |
| 4ª      | 6 agosto    | Martigny  | Martigny (34)               | Foggia (33)                 | Minden (29)           | Dunbar (24)           | Halle (16)      |
| 5ª      | 20 agosto   | Wolfsburg | Wolfsburg (33)              | Alba (32)                   | Chiasso (28)          | Coleraine (25)        | Gosselies (20)  |
| Finale  | 5 settembre | Blackpool | Shrewsbury e Wolfsburg (32) | Shrewsbury e Wolfsburg (32) | Martigny (31)         | Adria (26)            | Bruges (24)     |

## Sesta edizione (1970)
| Nazioni partecipanti: 7 | Nazioni partecipanti: 7 | Nazioni partecipanti: 7  | Nazioni partecipanti: 7 | Nazioni partecipanti: 7 | Nazioni partecipanti: 7 | Nazioni partecipanti: 7 |
| ----------------------- | ----------------------- | ------------------------ | ----------------------- | ----------------------- | ----------------------- | ----------------------- |
| Belgio (B)              | Francia (F)             | Germania Occidentale (D) | Gran Bretagna (GB)      | Italia (I)              | Paesi Bassi (NL)        | Svizzera (CH)           |

| Puntata | Data         | Sede          | 1º classificato    | 2º classificato          | 3º classificato                   | 4º classificato                   | 5º classificato                   | 6º classificato                            | 7º classificato                            |
| ------- | ------------ | ------------- | ------------------ | ------------------------ | --------------------------------- | --------------------------------- | --------------------------------- | ------------------------------------------ | ------------------------------------------ |
| 1ª      | 9 giugno     | Como          | Como (40)          | Kelheim e Schwyz (37)    | Kelheim e Schwyz (37)             | Dronten (36)                      | Deurne e Albi (32)                | Deurne e Albi (32)                         | South Shields (25)                         |
| 2ª      | 24 giugno    | Lugano        | Aix-les-Bains (48) | Uelzen (41)              | Zelzate e Acquasparta (35)        | Zelzate e Acquasparta (35)        | Exmouth e Assen (34)              | Exmouth e Assen (34)                       | Poschiavo (25)                             |
| 3ª      | 8 luglio     | Namur         | Vevey e Namur (42) | Vevey e Namur (42)       | Delmenhorst (39)                  | Genemuiden (37)                   | Aberdeen (28)                     | Lilla (27)                                 | Siracusa (21)                              |
| 4ª      | 22 luglio    | Avignone      | Radevormwald (48)  | Ath (40)                 | Barletta (37)                     | Savognin (36)                     | Avignone (32)                     | Bolsward (30)                              | Caernarfon (26)                            |
| 5ª      | 5 agosto     | Cardiff       | Genk e Locarno(40) | Genk e Locarno(40)       | Rimini, Lowestoft Hoogland e (37) | Rimini, Lowestoft Hoogland e (37) | Rimini, Lowestoft Hoogland e (37) | Kleve (36)                                 | Reims (25)                                 |
| 6ª      | 19 agosto    | Groninga      | Verviers (43)      | Aalten (39)              | Andernach (36)                    | Angouleme (35)                    | Margate (32)                      | Estavayer-le-Lac e Bassano del Grappa (28) | Estavayer-le-Lac e Bassano del Grappa (28) |
| 7ª      | 2 settembre  | Berlino Ovest | Gelnhausen (43)    | Alphen aan den Rijn (40) | Great Yarmouth (39)               | Widnau (34)                       | Woluwe-Saint-Lambert (32)         | Saint-Malo (28)                            | Ancona (23)                                |
| Finale  | 16 settembre | Verona        | Como (44)          | Alphen aan den Rijn (42) | Radevormwald (37)                 | Verviers (31)                     | Great Yarmouth (30)               | Aix-les-Bains (26)                         | Vevey (25)                                 |

## Settima edizione (1971)
| Nazioni partecipanti: 7 | Nazioni partecipanti: 7 | Nazioni partecipanti: 7  | Nazioni partecipanti: 7 | Nazioni partecipanti: 7 | Nazioni partecipanti: 7 | Nazioni partecipanti: 7 |
| ----------------------- | ----------------------- | ------------------------ | ----------------------- | ----------------------- | ----------------------- | ----------------------- |
| Belgio (B)              | Francia (F)             | Germania Occidentale (D) | Gran Bretagna (GB)      | Italia (I)              | Paesi Bassi (NL)        | Svizzera (CH)           |

| Puntata | Data         | Sede      | 1º classificato          | 2º classificato          | 3º classificato                     | 4º classificato                     | 5º classificato                     | 6º classificato          | 7º classificato   |
| ------- | ------------ | --------- | ------------------------ | ------------------------ | ----------------------------------- | ----------------------------------- | ----------------------------------- | ------------------------ | ----------------- |
| 1ª      | 9 giugno     | Riccione  | Riccione (48)            | Idar-Oberstein (42)      | Linne (40)                          | Courrendlin e Colwyn Bay (31)       | Courrendlin e Colwyn Bay (31)       | Ougrée (21)              | Alès (20)         |
| 2ª      | 23 giugno    | Soletta   | Schwabach (47)           | Willisau (44)            | Drachten (41)                       | Melfi (35)                          | Mulhouse (30)                       | Kendal (28)              | Sint Niklaas (24) |
| 3ª      | 7 luglio     | Rotterdam | Alphen aan den Rijn (44) | Tewkesbury (37)          | Le Mans (36)                        | L'Aquila (35)                       | Biasca (32)                         | Watermael-Boitsfort (31) | Rheinbach (28)    |
| 4ª      | 21 luglio    | Vichy     | Tournai (42)             | Zoetermeer (37)          | Bockum-Hövel (35)                   | Briga (33)                          | Vichy (32)                          | Prestwick (31)           | Forio (29)        |
| 5ª      | 4 agosto     | Offenburg | Offenburg (47)           | Jesolo (43)              | Namur (39)                          | Scunthorpe (30)                     | Colombier e Nancy (29)              | Colombier e Nancy (29)   | Winschoten (25)   |
| 6ª      | 18 agosto    | Blackpool | Blackpool (42)           | Ascona e Rolde (37)      | Ascona e Rolde (37)                 | Wetter (35)                         | Saint-Malo (34)                     | Tielt (30)               | Canelli (26)      |
| 7ª      | 1º settembre | Ostenda   | Ostenda (44)             | Doetinchem (39)          | Einsiedeln, Bournemouth e Leck (35) | Einsiedeln, Bournemouth e Leck (35) | Einsiedeln, Bournemouth e Leck (35) | Béthune (31)             | Pesaro (24)       |
| Finale  | 15 settembre | Essen     | Blackpool (45)           | Alphen aan den Rijn (38) | Willisau (36)                       | Riccione e Offenburg (35)           | Riccione e Offenburg (35)           | Ostenda (28)             | Le Mans (27)      |

## Ottava edizione (1972)
| Nazioni partecipanti: 7 | Nazioni partecipanti: 7 | Nazioni partecipanti: 7  | Nazioni partecipanti: 7 | Nazioni partecipanti: 7 | Nazioni partecipanti: 7 | Nazioni partecipanti: 7 |
| ----------------------- | ----------------------- | ------------------------ | ----------------------- | ----------------------- | ----------------------- | ----------------------- |
| Belgio (B)              | Francia (F)             | Germania Occidentale (D) | Gran Bretagna (GB)      | Italia (I)              | Paesi Bassi (NL)        | Svizzera (CH)           |

| Puntata | Data         | Sede       | 1º classificato                       | 2º classificato                       | 3º classificato                 | 4º classificato         | 5º classificato          | 6º classificato  | 7º classificato |
| ------- | ------------ | ---------- | ------------------------------------- | ------------------------------------- | ------------------------------- | ----------------------- | ------------------------ | ---------------- | --------------- |
| 1ª      | 25 maggio    | Spa        | Salisbury (48)                        | La-Chaux-de-Fonds (44)                | Hirschau (38)                   | Anglet (28)             | Franeker (26)            | Spa (25)         | Ostuni (19)     |
| 2ª      | 8 giugno     | Berna      | Waldkraiburg (43)                     | Terracina (42)                        | Jegenstorf (39)                 | IJsselstein (36)        | Gembloux (30)            | Thiers (23)      | Banbury (22)    |
| 3ª      | 21 giugno    | Westerland | Westerland (47)                       | Massagno (42)                         | Ridderkerk (40)                 | Folkestone (37)         | Carpi (30)               | Middelkerke (22) | Angoulême (17)  |
| 4ª      | 5 luglio     | Codroipo   | Venray (44)                           | Codroipo (38)                         | Oberursel (36)                  | Zottegem (31)           | Moëlan-sur-Mer (30)      | Dalkeith (28)    | Sarnen (23)     |
| 5ª      | 19 luglio    | Nizza      | Città di Castello e Rodenkirchen (40) | Città di Castello e Rodenkirchen (40) | Thônex (39)                     | Lincoln (37)            | Zelhem (27)              | Bouillon (23)    | Nizza (19)      |
| 6ª      | 2 agosto     | Sheffield  | Bad Münstereifel (43)                 | Congleton (40)                        | Lisse (36)                      | Küssnacht (33)          | Woluwe-Saint-Pierre (29) | Gap (28)         | Pontedera (19)  |
| 7ª      | 16 agosto    | Delft      | Luton (43)                            | Ahrensburg (36)                       | Bladel (35)                     | Lovanio (34)            | Sermoneta (33)           | Giubiasco (31)   | Saintes (24)    |
| Finale  | 13 settembre | Losanna    | La-Chaux-de-Fonds (42)                | Città di Castello e Venray (38)       | Città di Castello e Venray (38) | Salisbury e Anglet (36) | Salisbury e Anglet (36)  | Westerland (35)  | Lovanio (25)    |

## Nona edizione (1973)
| Nazioni partecipanti: 7 | Nazioni partecipanti: 7 | Nazioni partecipanti: 7  | Nazioni partecipanti: 7 | Nazioni partecipanti: 7 | Nazioni partecipanti: 7 | Nazioni partecipanti: 7 |
| ----------------------- | ----------------------- | ------------------------ | ----------------------- | ----------------------- | ----------------------- | ----------------------- |
| Belgio (B)              | Francia (F)             | Germania Occidentale (D) | Gran Bretagna (GB)      | Italia (I)              | Paesi Bassi (NL)        | Svizzera (CH)           |

| Puntata | Data         | Sede          | 1º classificato     | 2º classificato               | 3º classificato               | 4º classificato       | 5º classificato              | 6º classificato          | 7º classificato          |
| ------- | ------------ | ------------- | ------------------- | ----------------------------- | ----------------------------- | --------------------- | ---------------------------- | ------------------------ | ------------------------ |
| 1ª      | 7 giugno     | Senigallia    | Raalte (43)         | Senigallia (37)               | Fontainemelon (36)            | Bicester (31)         | Seraing (29)                 | Alzey (26)               | Moëlan-sur-Mer (23)      |
| 2ª      | 21 giugno    | Bellinzona    | Hoogeveen (45)      | Manchester (44)               | Herentals (35)                | Ansbach (32)          | Matera (31)                  | Bellinzona (28)          | Bagnères-de-Bigorre (22) |
| 3ª      | 5 luglio     | Chartres      | Ypres (42)          | Chartres (40)                 | Engelberg (36)                | Cantù (35)            | Zandvoort (33)               | Peebles (30)             | Hof (29)                 |
| 4ª      | 19 luglio    | Arnhem        | Ely (41)            | Chatillon e Meinerzhagen (38) | Chatillon e Meinerzhagen (38) | Ten Boer (37)         | San Vito al Tagliamento (36) | Arlon (30)               | Guingamp (28)            |
| 5ª      | 2 agosto     | Bristol       | Marburg (47)        | Cognac (38)                   | Blyth (37)                    | Koekelberg (33)       | Sargans(29)                  | Kapelle (26)             | Chieri (19)              |
| 6ª      | 15 agosto    | Blankenberge  | Werl (43)           | Geleen (39)                   | Blankenberge (38)             | Battipaglia (32)      | Ashington e Balerna (31)     | Ashington e Balerna (31) | Bourg-en-Bresse (26)     |
| 7ª      | 30 agosto    | Heiligenhafen | Heusden Altena (47) | Heiligenhafen (37)            | Vittel (35)                   | Grenchen e Wells (33) | Grenchen e Wells (33)        | Foligno (28)             | Dottignies (24)          |
| Finale  | 15 settembre | Parigi        | Ely (43)            | Marburgo (41)                 | Chartres (39)                 | Senigallia (36)       | Ypres (32)                   | Chatillon (26)           | Heusden Altena (24)      |

## Decima edizione (1974)
| Nazioni partecipanti: 7 | Nazioni partecipanti: 7 | Nazioni partecipanti: 7  | Nazioni partecipanti: 7 | Nazioni partecipanti: 7 | Nazioni partecipanti: 7 | Nazioni partecipanti: 7 |
| ----------------------- | ----------------------- | ------------------------ | ----------------------- | ----------------------- | ----------------------- | ----------------------- |
| Belgio (B)              | Francia (F)             | Germania Occidentale (D) | Gran Bretagna (GB)      | Italia (I)              | Paesi Bassi (NL)        | Svizzera (CH)           |

| Puntata | Data         | Sede          | 1º classificato            | 2º classificato               | 3º classificato                       | 4º classificato                       | 5º classificato                       | 6º classificato          | 7º classificato |
| ------- | ------------ | ------------- | -------------------------- | ----------------------------- | ------------------------------------- | ------------------------------------- | ------------------------------------- | ------------------------ | --------------- |
| 1ª      | 30 maggio    | Buglione      | Rosenheim (47)             | Cerveteri (43)                | Ilanz (38)                            | Buglione (35)                         | Wierden (29)                          | Southport (24)           | Briey (23)      |
| 2ª      | 13 giugno    | Zandvoort     | Zandvoort (40)             | Warwick (37)                  | Bentheim (36)                         | Aurillac (34)                         | Mondello (33)                         | Eeklo (28)               | Lugano (23)     |
| 3ª      | 11 luglio    | Barga         | Nancy (44)                 | Barga (38)                    | Singen (36)                           | Gossau (34)                           | Rotherham (28)                        | Edegem (27)              | Andijk (16)     |
| 4ª      | 25 luglio    | Avenches      | Farnham e Acqui Terme (40) | Farnham e Acqui Terme (40)    | Vilvoorde, Avenches e Le Touquet (34) | Vilvoorde, Avenches e Le Touquet (34) | Vilvoorde, Avenches e Le Touquet (34) | Bad Urach (32)           | Mill (30)       |
| 5ª      | 8 agosto     | Aix-les-Bains | Harlingen (38)             | Wasseralfingen (37)           | Fabriano (35)                         | Aix-les-Bains (34)                    | Skegness (30)                         | Overpelt (27)            | Muralto (24)    |
| 6ª      | 21 agosto    | Northampton   | Kempten-Allgäu (44)        | Muotathal, Rugby e Anloo (39) | Muotathal, Rugby e Anloo (39)         | Muotathal, Rugby e Anloo (39)         | Gaeta (34)                            | Lunéville (29)           | Angleur (22)    |
| 7ª      | 5 settembre  | Bayreuth      | Marostica (44)             | Bayreuth (38)                 | Ripon (33)                            | Gendringen (32)                       | Carouge (30)                          | Marchienne-au-Pont (28)  | Senlis (26)     |
| Finale  | 18 settembre | Leida         | Muotathal (40)             | Marostica (39)                | Nancy (38)                            | Rosenheim (36)                        | Vilvoorde e Farnham (30)              | Vilvoorde e Farnham (30) | Zandvoort (25)  |

## Undicesima edizione (1975)
| Nazioni partecipanti: 7 | Nazioni partecipanti: 7 | Nazioni partecipanti: 7  | Nazioni partecipanti: 7 | Nazioni partecipanti: 7 | Nazioni partecipanti: 7 | Nazioni partecipanti: 7 |
| ----------------------- | ----------------------- | ------------------------ | ----------------------- | ----------------------- | ----------------------- | ----------------------- |
| Belgio (B)              | Francia (F)             | Germania Occidentale (D) | Gran Bretagna (GB)      | Italia (I)              | Paesi Bassi (NL)        | Svizzera (CH)           |

| Puntata | Data      | Sede         | 1º classificato | 2º classificato   | 3º classificato                | 4º classificato                | 5º classificato                | 6º classificato            | 7º classificato            |
| ------- | --------- | ------------ | --------------- | ----------------- | ------------------------------ | ------------------------------ | ------------------------------ | -------------------------- | -------------------------- |
| 1ª      | 20 maggio | Knokke-Heist | Oppenheim (43)  | Knokke-Heist (40) | Hoogvliet (39)                 | Neuilly-sur-Seine (38)         | Riva San Vitale (32)           | St. Ives (29)              | Cosenza (23)               |
| 2ª      | 4 giugno  | Maastricht   | Bietigheim (46) | Swansea (40)      | Zermatt (37)                   | Bracciano (33)                 | Rochefort (29)                 | Narbonne e Maastricht (26) | Narbonne e Maastricht (26) |
| 3ª      | 17 giugno | Riccione     | Riccione (42)   | Le Mouret (41)    | Saint-Laurent-sur-Sèvre (36)   | Zwijndrecht (35)               | Mol (32)                       | Attendorn (31)             | Onchan (25)                |
| 4ª      | 1º luglio | Engelberg    | Leonberg (41)   | Chartres (38)     | Giswil e Aosta (36)            | Giswil e Aosta (36)            | Darlington (31)                | Veldhoven (30)             | Pepinster (24)             |
| 5ª      | 15 luglio | Mannheim     | Faido (48)      | Füssen (43)       | Aix-les-Bains e Montfoort (38) | Aix-les-Bains e Montfoort (38) | Temse (31)                     | Kilmarnock (30)            | Bosa (22)                  |
| 6ª      | 29 luglio | Nancy        | Nancy (48)      | Bedum (43)        | Adliswil (38)                  | Simmern (36)                   | Portsmouth e Southsea (28)     | Bordighera (26)            | Houdeng-Aimeries (19)      |
| 7ª      | 12 agosto | Southport    | Steenwijk (43)  | Waterloo (38)     | Valmadrera (35)                | Sainte-Croix e Baesweiler (30) | Sainte-Croix e Baesweiler (30) | Saint-Gaudens (29)         | Cambridge (24)             |
| Finale  | 26 agosto | Ypres        | Nancy (45)      | Riccione (40)     | Knokke-Heist (34)              | Bietigheim e Steenwijk (32)    | Bietigheim e Steenwijk (32)    | Swansea (30)               | Faido (28)                 |

## Dodicesima edizione (1976)
| Nazioni partecipanti: 7 | Nazioni partecipanti: 7 | Nazioni partecipanti: 7  | Nazioni partecipanti: 7 | Nazioni partecipanti: 7 | Nazioni partecipanti: 7 | Nazioni partecipanti: 7            |
| ----------------------- | ----------------------- | ------------------------ | ----------------------- | ----------------------- | ----------------------- | ---------------------------------- |
| Belgio (B)              | Francia (F)             | Germania Occidentale (D) | Gran Bretagna (GB)      | Italia (I)              | Paesi Bassi (NL)        | Svizzera (CH) - Liechtenstein (FL) |

| Puntata | Data         | Sede                                    | 1º classificato    | 2º classificato        | 3º classificato            | 4º classificato            | 5º classificato             | 6º classificato      | 7º classificato     |
| ------- | ------------ | --------------------------------------- | ------------------ | ---------------------- | -------------------------- | -------------------------- | --------------------------- | -------------------- | ------------------- |
| 1ª      | 2 giugno     | Nîmes                                   | Jesolo (41)        | Huttwil (40)           | Trostberg e Pijnacker (38) | Trostberg e Pijnacker (38) | Nîmes (37)                  | Blackpool (32)       | Blankenberge (29)   |
| 2ª      | 16 giugno    | Bollate (svolto al Palasport di Milano) | Roche (37)         | Lippstadt e Weert (36) | Lippstadt e Weert (36)     | Schaerbeek (34)            | Tolone (33)                 | Bollate (31)         | Tamworth (29)       |
| 3ª      | 1º luglio    | Caslano                                 | Newbury (46)       | Caslano (43)           | Arbois (36)                | Amalfi (33)                | Birkenfeld (32)             | Wezembeek-Oppem (31) | Zutphen (24)        |
| 4ª      | 15 luglio    | Leeds                                   | Kirklees (45)      | Traunstein (41)        | Oldekerk (38)              | Füllinsdorf (35)           | Villefranche-sur-Saône (28) | Tournai (21)         | Riva del Garda (20) |
| 5ª      | 12 agosto    | Liegi                                   | La Neuveville (43) | Hilvarenbeek (40)      | Liegi (36)                 | Bad Füssing (33)           | Agen (31)                   | Thurrock (28)        | Perugia (22)        |
| 6ª      | 26 agosto    | Bad Mergentheim                         | Geel (46)          | Alsfeld (45)           | Redcar (39)                | Brissago (35)              | Douai (31)                  | Milazzo (29)         | Valkenisse (27)     |
| 7ª      | 9 settembre  | Groninga                                | Ettlingen (46)     | Groninga (45)          | Edimburgo (36)             | Liechtenstein (35)         | Saint-Gaudens (31)          | Aalter (28)          | Silvi Marina (21)   |
| Finale  | 22 settembre | Blackpool                               | Ettlingen (52)     | La Neuveville (41)     | Geel (40)                  | Arbois (34)                | Newbury (33)                | Hilvarenbeek (31)    | Jesolo (27)         |

## Tredicesima edizione (1977)
| Nazioni partecipanti: 7 | Nazioni partecipanti: 7 | Nazioni partecipanti: 7  | Nazioni partecipanti: 7 | Nazioni partecipanti: 7 | Nazioni partecipanti: 7 | Nazioni partecipanti: 7 |
| ----------------------- | ----------------------- | ------------------------ | ----------------------- | ----------------------- | ----------------------- | ----------------------- |
| Belgio (B)              | Francia (F)             | Germania Occidentale (D) | Gran Bretagna (GB)      | Italia (I)              | Paesi Bassi (NL)        | Svizzera (CH)           |

| Puntata | Data        | Sede              | 1º classificato                       | 2º classificato                       | 3º classificato         | 4º classificato                | 5º classificato                | 6º classificato            | 7º classificato         |
| ------- | ----------- | ----------------- | ------------------------------------- | ------------------------------------- | ----------------------- | ------------------------------ | ------------------------------ | -------------------------- | ----------------------- |
| 1ª      | 1º giugno   | Marina di Carrara | Marina di Carrara (50)                | Schliersee (38)                       | Dalfsen (31)            | Alken e Freienbach (30)        | Alken e Freienbach (30)        | Beverley (29)              | Ambarès-et-Lagrave (19) |
| 2ª      | 15 giugno   | Evry-Saint-Vrain  | Olivone (42)                          | Oldham (37)                           | Frameries (35)          | Dahn (34)                      | Evry-Saint-Vrain (33)          | Solofra (32)               | Buren (27)              |
| 3ª      | 29 giugno   | Carouge           | Nieuwegein (47)                       | Moena (38)                            | Schwäbisch Gmünd (36)   | Blanzac (34)                   | Zwevegem (31)                  | Carouge (30)               | Macclesfield (27)       |
| 4ª      | 13 luglio   | Ludwigsburg       | Fontainebleau e Gilze en Rijen (39) * | Fontainebleau e Gilze en Rijen (39) * | Zurzach (37)            | Spa (36)                       | Ludwigsburg e Cwmbran (31)     | Ludwigsburg e Cwmbran (31) | Lagonegro (23)          |
| 5ª      | 25 luglio   | Windsor           | Uccle (43)                            | Tolone e Landsmeer (40)               | Tolone e Landsmeer (40) | Windsor (38)                   | Tesserete (31)                 | Bebra (30)                 | Gubbio (14)             |
| 6ª      | 10 agosto   | Anversa           | Ooststellingwerf (41)                 | Anversa (38)                          | Seelze (36)             | Vignola (35)                   | Southend on Sea (27)           | Quimper (26)               | Sion (20)               |
| 7ª      | 24 agosto   | Doetinchem        | Bourgoin-Jallieu (43)                 | Doetinchem (40)                       | Scuol (39)              | Crawley (36)                   | Kelmis e Limburg (26)          | Kelmis e Limburg (26)      | Viterbo (22)            |
| Finale  | 7 settembre | Ludwigsburg       | Schliersee (47)                       | Uccle (36)                            | Olivone (35)            | Bourgoin-Jallieu e Oldham (32) | Bourgoin-Jallieu e Oldham (32) | Nieuwegein (31)            | Marina di Carrara (27)  |

## Quattordicesima edizione (1978)
| Nazioni partecipanti: 7 | Nazioni partecipanti: 7 | Nazioni partecipanti: 7  | Nazioni partecipanti: 7 | Nazioni partecipanti: 7 | Nazioni partecipanti: 7 | Nazioni partecipanti: 7 |
| ----------------------- | ----------------------- | ------------------------ | ----------------------- | ----------------------- | ----------------------- | ----------------------- |
| Belgio (B)              | Francia (F)             | Germania Occidentale (D) | Gran Bretagna (GB)      | Italia (I)              | Svizzera (CH)           | Iugoslavia (YU)         |

| Puntata | Data        | Sede              | 1º classificato           | 2º classificato              | 3º classificato                    | 4º classificato                    | 5º classificato                   | 6º classificato  | 7º classificato           |
| ------- | ----------- | ----------------- | ------------------------- | ---------------------------- | ---------------------------------- | ---------------------------------- | --------------------------------- | ---------------- | ------------------------- |
| 1ª      | 31 maggio   | Verbania          | Bad Ragaz (41)            | Verbania (39)                | Bath (38)                          | Friedrichstal e Spalato (36) *     | Friedrichstal e Spalato (36) *    | Dilbeek (33)     | Meudon (22)               |
| 2ª      | 13 giugno   | Rochefort         | Bad Sobernheim (44)       | Rochefort e Abano Terme (39) | Rochefort e Abano Terme (39)       | Yverdon-les-Bains (34)             | Crewe and Nantwich (32)           | Novo mesto (26)  | La Rochelle (25)          |
| 3ª      | 28 giugno   | Grömitz           | Willebroek (43)           | Cambrai (37)                 | Londonderry (35)                   | Grömitz (32)                       | Battipaglia (31)                  | Mostar (28)      | Cavergno Vallemaggia (27) |
| 4ª      | 12 luglio   | Zemun             | Sandwell (48)             | Fontainebleau (44)           | Altdorf (36)                       | Silly e Zemun (33)                 | Silly e Zemun (33)                | Lahnstein (25)   | Tolfa (20)                |
| 5ª      | 26 luglio   | Bourgoin-Jallieu  | East Kilbride (46)        | Novazzano (38)               | Hamme (37)                         | Wesseling e Bourgoin-Jallieu (36)  | Wesseling e Bourgoin-Jallieu (36) | Ocrida (22)      | Montecatini Terme (21)    |
| 6ª      | 9 agosto    | Arosa             | Arosa (44)                | Stevenage (42)               | Drolshagen (36)                    | Arette La Pierre Saint-Martin (35) | Pescasseroli (34)                 | Ottignies (22)   | Cattaro (21)              |
| 7ª      | 23 agosto   | Lincoln           | Hasselt e Kragujevac (37) | Hasselt e Kragujevac (37)    | Telgte e Mandelieu-la-Napoule (36) | Telgte e Mandelieu-la-Napoule (36) | Tramelan (35)                     | Cleethorpes (29) | Pianoro (24)              |
| Finale  | 6 settembre | Montecatini Terme | Abano Terme (43)          | Sandwell (41)                | Fontainebleau (36)                 | Arosa e Kragujevac (31)            | Arosa e Kragujevac (31)           | Willebroek (28)  | Bad Sobernheim (25)       |

## Quindicesima edizione (1979)
| Nazioni partecipanti: 8 | Nazioni partecipanti: 8 | Nazioni partecipanti: 8  | Nazioni partecipanti: 8 | Nazioni partecipanti: 8 | Nazioni partecipanti: 8 | Nazioni partecipanti: 8 | Nazioni partecipanti: 8 |
| ----------------------- | ----------------------- | ------------------------ | ----------------------- | ----------------------- | ----------------------- | ----------------------- | ----------------------- |
| Belgio (B)              | Francia (F)             | Germania Occidentale (D) | Gran Bretagna (GB)      | Italia (I)              | Portogallo (P)          | Svizzera (CH)           | Iugoslavia (YU)         |

| Puntata | Data         | Sede            | 1º classificato      | 2º classificato                   | 3º classificato                   | 4º classificato         | 5º classificato                | 6º classificato                | 7º classificato              | 8º classificato              |
| ------- | ------------ | --------------- | -------------------- | --------------------------------- | --------------------------------- | ----------------------- | ------------------------------ | ------------------------------ | ---------------------------- | ---------------------------- |
| 1ª      | 29 maggio    | Ascona          | Ascona (45)          | Arun (44)                         | Ancona (40)                       | Braga (38)              | Unterschleißheim e Tetovo (34) | Unterschleißheim e Tetovo (34) | Tubize (27)                  | Digne-les-Bains (26)         |
| 2ª      | 13 giugno    | Saint-Gaudens   | Zrenjanin (53)       | Aosta (47)                        | Mering (45)                       | Beringen (38)           | Romont e Henley-on-Thames (33) | Romont e Henley-on-Thames (33) | Aveiro (28)                  | Saint-Gaudens (21)           |
| 3ª      | 27 giugno    | Donji Milanovac | Donji Milanovac (48) | Weggis (43)                       | North Walsham (35)                | Theux (34)              | Starnberg (32)                 | Horta (29)                     | Saint-Chamond (28)           | Castel San Pietro Terme (23) |
| 4ª      | 11 luglio    | Chioggia        | Chioggia (46)        | Dudley (44)                       | Troyes (43)                       | Izegem e Aurich (38)    | Izegem e Aurich (38)           | Monthey (29)                   | Evora (26)                   | Antivari (23)                |
| 5ª      | 25 luglio    | Bruxelles       | Belgrado (51)        | Zurigo (46)                       | Parigi (40)                       | Augusta-Neumünster (38) | Bruxelles (35)                 | Roma (30)                      | Kingston upon Thames (27)    | Lisbona (26)                 |
| 6ª      | 8 agosto     | Bonn            | Bonn (47)            | Karlovac (43)                     | Merano (42)                       | Douglas (40)            | Mandelieu-la-Napoule (36)      | Funchal (32)                   | Trélex (28)                  | Mouscron (20)                |
| 7ª      | 22 agosto    | St Albans       | Bar-le-Duc (52)      | Banja Luka (49)                   | Lierde (42)                       | St Albans (40)          | Bad Segeberg (39)              | Roveredo (33)                  | Ragusa (23)                  | Albufeira (14)               |
| 8ª      | 5 settembre  | Cascais-Estoril | Bury (43)            | Rorschach e Rochefort-Samson (41) | Rorschach e Rochefort-Samson (41) | Aichach (38)            | Nova Gorica (35)               | Eupen e Cascais-Estoril (32)   | Eupen e Cascais-Estoril (32) | Eboli (26)                   |
| Finale  | 19 settembre | Bordeaux        | Bar-le-Duc (50)      | Zrenjanin (43)                    | Lierde (40)                       | Ascona (37)             | Chioggia (33)                  | Bonn e Bury (30)               | Bonn e Bury (30)             | Braga (27)                   |

## Sedicesima edizione (1980)
| Nazioni partecipanti: 8 | Nazioni partecipanti: 8 | Nazioni partecipanti: 8  | Nazioni partecipanti: 8 | Nazioni partecipanti: 8 | Nazioni partecipanti: 8 | Nazioni partecipanti: 8 | Nazioni partecipanti: 8 |
| ----------------------- | ----------------------- | ------------------------ | ----------------------- | ----------------------- | ----------------------- | ----------------------- | ----------------------- |
| Belgio (B)              | Francia (F)             | Germania Occidentale (D) | Gran Bretagna (GB)      | Italia (I)              | Portogallo (P)          | Svizzera (CH)           | Iugoslavia (YU)         |

| Puntata | Data         | Sede           | 1º classificato | 2º classificato     | 3º classificato   | 4º classificato | 5º classificato          | 6º classificato          | 7º classificato          | 8º classificato          |
| ------- | ------------ | -------------- | --------------- | ------------------- | ----------------- | --------------- | ------------------------ | ------------------------ | ------------------------ | ------------------------ |
| 1ª      | 21 maggio    | Antibes        | Bülach (51)     | Bellheim (50)       | Rushcliffe (44)   | Antibes (41)    | Virgilio (39)            | Waremme (29)             | Póvoa de Varzim (22)     | Titov Veles (19)         |
| 2ª      | 28 maggio    | Vilamoura      | Todtnau (52)    | Vilamoura (48)      | Rhuddlan (45)     | Teramo (38)     | Kikinda (33)             | Marche-en-Famenne (32)   | Périgueux (26)           | Cernier (23)             |
| 3ª      | 11 giugno    | Portorose      | Portorose (51)  | Châteauroux (48)    | De Haan (42)      | Kettering (39)  | Agno (37)                | Bad Wurzach (32)         | Coimbra (29)             | Anagni (25)              |
| 4ª      | 26 giugno    | Friburgo       | Charleroi (43)  | Grado (41)          | Friburgo (40)     | Coleraine (33)  | Groß-Zimmern (32)        | Troyes e Varazdin (31)   | Troyes e Varazdin (31)   | Lousã (26)               |
| 5ª      | 11 luglio    | Martina Franca | Merksem (54)    | Martina Franca (44) | Budua (41)        | Lodrino (32)    | Willingen e Rumilly (31) | Willingen e Rumilly (31) | Bridlington (30)         | Santarém (20)            |
| 6ª      | 26 luglio    | Arun           | Meiringen (55)  | Aurignac (44)       | Groß-Umstadt (39) | Monreale (38)   | Arun (37)                | Saint-Ghislain (34)      | Machico e Tuzla (27)     | Machico e Tuzla (27)     |
| 7ª      | 10 agosto    | Diest          | Airolo (53)     | Baunatal (45)       | Kraljevo (44)     | Diest (41)      | Bracknell (36)           | Coutances (34)           | Cortona (29)             | Figueira da Foz (22)     |
| 8ª      | 3 settembre  | Coburgo        | Annecy (48)     | Coburgo (42)        | Pristina (41)     | Gateshead (39)  | Angra do Heroísmo (32)   | Sint-Genesius-Rode (31)  | Braunwald e Orvieto (30) | Braunwald e Orvieto (30) |
| Finale  | 10 settembre | Namur          | Vilamoura (54)  | Rhuddlan (48)       | Merksem (46)      | Todtnau (37)    | Annecy (35)              | Meiringen (33)           | Portorose (31)           | Martina Franca (25)      |

## Diciassettesima edizione (1981)
| Nazioni partecipanti: 7 | Nazioni partecipanti: 7 | Nazioni partecipanti: 7 | Nazioni partecipanti: 7 | Nazioni partecipanti: 7 | Nazioni partecipanti: 7 | Nazioni partecipanti: 7 |
| ----------------------- | ----------------------- | ----------------------- | ----------------------- | ----------------------- | ----------------------- | ----------------------- |
| Belgio (B)              | Francia (F)             | Gran Bretagna (GB)      | Italia (I)              | Portogallo (P)          | Svizzera (CH)           | Iugoslavia (YU)         |

| Puntata | Data        | Sede               | 1º classificato                     | 2º classificato                     | 3º classificato           | 4º classificato           | 5º classificato           | 6º classificato           | 7º classificato |
| ------- | ----------- | ------------------ | ----------------------------------- | ----------------------------------- | ------------------------- | ------------------------- | ------------------------- | ------------------------- | --------------- |
| 1ª      | 27 maggio   | Lignano Sabbiadoro | Lignano Sabbiadoro (46)             | Regensdorf (41)                     | Sherborne e Sebenico (31) | Sherborne e Sebenico (31) | Turnhout (28)             | São Miguel (27)           | Bitche (22)     |
| 2ª      | 10 giugno   | Pola               | Pola (45)                           | Saint-Légier-La Chiésaz (44)        | Argentan (34)             | San Felice Circeo (31)    | Kingston upon Hull (30)   | Molenbeek-Saint-Jean (25) | Santarém (19)   |
| 3ª      | 24 giugno   | Lisbona            | Lisbona (48)                        | Dartmouth (39)                      | Digne-les-Bains (37)      | Herent (34)               | Montorio al Vomano (32)   | Rancate (25)              | Osijek (23)     |
| 4ª      | 8 luglio    | Charleroi          | Finale Ligure (43)                  | Zenica (37)                         | Les Gets (36)             | Charleroi e Saas Fee (32) | Charleroi e Saas Fee (32) | Madera (31)               | Luton (26)      |
| 5ª      | 29 luglio   | Meiringen          | Ittigen (40)                        | Le Cannet (39)                      | Dunfermline e Pirot (35)  | Dunfermline e Pirot (35)  | Bornem (31)               | Merate (30)               | Braga (19)      |
| 6ª      | 12 agosto   | Annecy             | Lessines (45)                       | Intragna (39)                       | Annecy (37)               | Aveiro (34)               | Warrington (30)           | Majdanpek (24)            | Agropoli (21)   |
| 7ª      | 25 agosto   | Sunderland         | Les Bois e Issy-les-Moulineaux (37) | Les Bois e Issy-les-Moulineaux (37) | Evergem (36)              | Bitola (34)               | Senigallia (32)           | Sunderland (28)           | Vilamoura (23)  |
| Finale  | 8 settembre | Belgrado           | Dartmouth e Lisbona (38)            | Dartmouth e Lisbona (38)            | Pola (36)                 | Lignano Sabbiadoro (33)   | Ittigen (28)              | Issy-les-Moulineaux (23)  | Lessines (19)   |

## Diciottesima edizione (1982)
| Nazioni partecipanti: 7 | Nazioni partecipanti: 7 | Nazioni partecipanti: 7 | Nazioni partecipanti: 7 | Nazioni partecipanti: 7 | Nazioni partecipanti: 7 | Nazioni partecipanti: 7 |
| ----------------------- | ----------------------- | ----------------------- | ----------------------- | ----------------------- | ----------------------- | ----------------------- |
| Belgio (B)              | Francia (F)             | Gran Bretagna (GB)      | Italia (I)              | Portogallo (P)          | Svizzera (CH)           | Iugoslavia (YU)         |

| Puntata | Data        | Sede                | 1º classificato         | 2º classificato             | 3º classificato                     | 4º classificato                     | 5º classificato    | 6º classificato               | 7º classificato     |
| ------- | ----------- | ------------------- | ----------------------- | --------------------------- | ----------------------------------- | ----------------------------------- | ------------------ | ----------------------------- | ------------------- |
| 1ª      | 25 maggio   | La Maddalena        | Charnwood (44)          | La Maddalena (38)           | Gordola e Zara (33)                 | Gordola e Zara (33)                 | Tomar (26)         | Sancerre (25)                 | Jette (20)          |
| 2ª      | 10 giugno   | Sebenico            | Foix (47)               | Wielsbeke (43)              | Sebenico (38)                       | Keswick (30)                        | Azzorre (28)       | San Benedetto del Tronto (20) | Vallée de Joux (13) |
| 3ª      | 1º luglio   | Issy-les-Moulineaux | Čačak (45)              | Issy-les-Moulineaux (39)    | Romanshorn (33)                     | Spa (31)                            | Algarve (28)       | Christchurch (26)             | Lanuvio (25)        |
| 4ª      | 15 luglio   | Tesserete           | Tesserete (45)          | Turnhout (42)               | Garda (35)                          | Caldas da Rainha (32)               | Lochgilphead (24)  | Umago (23)                    | Vendôme (19)        |
| 5ª      | 29 luglio   | Madera              | Rochefort e Madera (40) | Rochefort e Madera (40)     | Schinznach-Bad e Novi Sad (37)      | Schinznach-Bad e Novi Sad (37)      | Recoaro Terme (28) | Lodève (25)                   | Rotherham (16)      |
| 6ª      | 12 agosto   | Sherborne           | Versoix (46)            | Dulcigno (39)               | West Dorset e Vila Real Mateus (38) | West Dorset e Vila Real Mateus (38) | Dieppe (34)        | Lizzano (30)                  | Frameries (14)      |
| 7ª      | 26 agosto   | Gand                | Le Cannet (39)          | Plaffeien e Gloucester (37) | Plaffeien e Gloucester (37)         | Gand (34)                           | Jajce (30)         | Viseu (28)                    | Maratea (17)        |
| Finale  | 7 settembre | Urbino              | Rochefort (45)          | Versoix (38)                | Madera (35)                         | La Maddalena (33)                   | Charnwood (31)     | Čačak (28)                    | Foix (24)           |

## Diciannovesima edizione (1988)
| Nazioni partecipanti: 5 | Nazioni partecipanti: 5 | Nazioni partecipanti: 5 | Nazioni partecipanti: 5 | Nazioni partecipanti: 5 |
| ----------------------- | ----------------------- | ----------------------- | ----------------------- | ----------------------- |
| Belgio (B)              | Francia (F)             | Italia (I)              | Portogallo (P)          | Spagna (E)              |

| Puntata | Data         | Sede             | 1º classificato       | 2º classificato               | 3º classificato               | 4º classificato       | 5º classificato       |
| ------- | ------------ | ---------------- | --------------------- | ----------------------------- | ----------------------------- | --------------------- | --------------------- |
| 1ª      | 21 luglio    | Misano Adriatico | Madera (50)           | Rimini & co. (47)             | Virton (42)                   | Gijón (33)            | Espace Cristal (32)   |
| 2ª      | 28 luglio    | Les Saisies      | Vila Real Mateus (47) | Les Saisies (42)              | Cartagena (38)                | Pepinster (37)        | Putignano (36)        |
| 3ª      | 4 agosto     | Viana do Castelo | Aosta-Pila (49)       | Viana do Castelo (45)         | Le Beaufortain (44)           | Ath (41)              | La Coruña (34)        |
| 4ª      | 11 agosto    | Madrid           | Profondeville (46)    | Azzorre (45)                  | Siviglia (35)                 | Palinuro (34)         | Brides-les-Bains (32) |
| 5ª      | 18 agosto    | Misano Adriatico | Madera (47)           | Virton (45)                   | Rimini & co. (43)             | Espace Cristal (35)   | Gijón (34)            |
| 6ª      | 25 agosto    | Les Saisies      | Pepinster (48)        | Les Saisies (44)              | Vila Real Mateus (39)         | Cartagena (36)        | Putignano (35)        |
| 7ª      | 1º settembre | Viana do Castelo | Ath (47)              | Aosta-Pila (44)               | Le Beaufortain (40)           | Viana do Castelo (39) | La Coruña (28)        |
| 8ª      | 8 settembre  | Madrid           | Profondeville (47)    | Azzorre (46)                  | Siviglia (41)                 | Brides-les-Bains (37) | Palinuro (36)         |
| Finale  | 15 settembre | Bellagio         | Madera (49)           | Profondeville e Siviglia (47) | Profondeville e Siviglia (47) | Les Saisies (46)      | Aosta-Pila (36)       |

## Ventesima edizione (1989)
| Nazioni partecipanti: 5 | Nazioni partecipanti: 5 | Nazioni partecipanti: 5 | Nazioni partecipanti: 5 | Nazioni partecipanti: 5 |
| ----------------------- | ----------------------- | ----------------------- | ----------------------- | ----------------------- |
| Belgio (B)              | Francia (F)             | Italia (I)              | Portogallo (P)          | San Marino (RSM)        |

| Puntata | Data         | Sede                       | 1º classificato                 | 2º classificato                 | 3º classificato            | 4º classificato                     | 5º classificato                     |
| ------- | ------------ | -------------------------- | ------------------------------- | ------------------------------- | -------------------------- | ----------------------------------- | ----------------------------------- |
| 1ª      | 22 luglio    | Castiglione delle Stiviere | Recoaro Terme (48)              | Walcourt (46)                   | Mercatale (45)             | Viseu (44)                          | Levallois-Perret (35)               |
| 2ª      | 29 luglio    | Tomar                      | Azzorre (56)                    | Riccione (51)                   | Rochefort (45)             | La Roche-sur-Yon (39)               | Acquaviva (37)                      |
| 3ª      | 5 agosto     | Nizza                      | Guimarães (52)                  | Nizza - Squadra A (51)          | Domagnano (49)             | Castellana Grotte (38)              | Huy (35)                            |
| 4ª      | 12 agosto    | Bruxelles                  | Águeda (50)                     | Fiorentino (46)                 | Bruxelles - Squadra A (42) | Saint-Amand-les-Eaux (40)           | Ercolano (33)                       |
| 5ª      | 19 agosto    | Castiglione delle Stiviere | Marche-en-Famenne (54)          | Castiglione delle Stiviere (51) | Bacino di Arcachon (47)    | Figueira da Foz (43)                | Serravalle (37)                     |
| 6ª      | 26 agosto    | Tomar                      | Tomar (47)                      | Brebbia (44)                    | Suresnes (43)              | Visé (40)                           | Chiesanuova (39)                    |
| 7ª      | 9 settembre  | Nizza                      | Monte Argentario e Faetano (48) | Monte Argentario e Faetano (48) | Fleurus (43)               | Nizza - Squadra B e Alto Minho (37) | Nizza - Squadra B e Alto Minho (37) |
| 8ª      | 16 settembre | Bruxelles                  | Madera (56)                     | Boulogne-Billancourt (48)       | Cefalù (45)                | Montegiardino (38)                  | Bruxelles - Squadra B (32)          |
| Finale  | 23 settembre | Madera                     | Azzorre (54)                    | Monte Argentario (49)           | Nizza - Squadra A (47)     | Marche-en-Famenne e Faetano (41)    | Marche-en-Famenne e Faetano (41)    |

## Ventunesima edizione (1990)
| Nazioni partecipanti: 6 | Nazioni partecipanti: 6 | Nazioni partecipanti: 6 | Nazioni partecipanti: 6 | Nazioni partecipanti: 6 | Nazioni partecipanti: 6 |
| ----------------------- | ----------------------- | ----------------------- | ----------------------- | ----------------------- | ----------------------- |
| Francia (F)             | Italia (I)              | Portogallo (P)          | San Marino (RSM)        | Spagna (E)              | Iugoslavia (YU)         |

| Puntata | Data        | Sede           | 1º classificato     | 2º classificato                | 3º classificato                 | 4º classificato         | 5º classificato           | 6º classificato |
| ------- | ----------- | -------------- | ------------------- | ------------------------------ | ------------------------------- | ----------------------- | ------------------------- | --------------- |
| 1ª      | 14 luglio   | Bergamo        | Treviso (61)        | Moura (45)                     | Lussinpiccolo (42)              | Acquaviva (37)          | Mulhouse (31)             | Almagro (14)    |
| 2ª      | 21 luglio   | Vrnjačka Banja | Jaca (48)           | Águeda (44)                    | Vrnjačka Banja (43)             | Rieti (39)              | Chiesanuova (32)          | Cattenom (29)   |
| 3ª      | 28 luglio   | Guimarães      | Bor (54)            | Arnedo (45)                    | Brebbia (40)                    | Faetano (38)            | Caldas da Rainha (36)     | Granville (27)  |
| 4ª      | 4 agosto    | Tolosa         | Bergamo (52)        | Tolosa (48)                    | Figueira da Foz (44)            | Skopje (34)             | Montegiardino (33)        | Archidona (29)  |
| 5ª      | 11 agosto   | Bergamo        | Azzorre e Traù (49) | Azzorre e Traù (49)            | Castiglione delle Stiviere (48) | Borgo Maggiore (33)     | Boulogne-Billancourt (31) | Almagro (22)    |
| 6ª      | 18 agosto   | Vrnjačka Banja | Jaca (46)           | Levallois-Perret e Madera (45) | Levallois-Perret e Madera (45)  | Potenza (40)            | Vrnjačka Banja (38)       | Domagnano (29)  |
| 7ª      | 25 agosto   | Guimarães      | Cicciano (53)       | Guimarães (45)                 | Titovo Užice (43)               | Arnedo (37)             | Fiorentino (36)           | Argenteuil (21) |
| 8ª      | 30 agosto   | Tolosa         | Tolosa (49)         | Algarve (42)                   | Archidona e Noceto (41)         | Archidona e Noceto (41) | Budua (39)                | Serravalle (29) |
| Finale  | 6 settembre | Treviso        | Jaca (50)           | Bor (49)                       | Treviso (45)                    | Tolosa (44)             | Azzorre (43)              | Faetano (26)    |

## Ventiduesima edizione (1991)
| Nazioni partecipanti: 6 | Nazioni partecipanti: 6 | Nazioni partecipanti: 6 | Nazioni partecipanti: 6 | Nazioni partecipanti: 6 | Nazioni partecipanti: 6 |
| ----------------------- | ----------------------- | ----------------------- | ----------------------- | ----------------------- | ----------------------- |
| Francia (F)             | Galles (GB)             | Italia (I)              | Portogallo (P)          | San Marino (RSM)        | Spagna (E)              |

| Puntata | Data         | Sede            | 1º classificato             | 2º classificato             | 3º classificato          | 4º classificato              | 5º classificato        | 6º classificato    |
| ------- | ------------ | --------------- | --------------------------- | --------------------------- | ------------------------ | ---------------------------- | ---------------------- | ------------------ |
| 1ª      | 11 luglio    | Vigevano        | Vigevano (48)               | Azzorre (45)                | León (44)                | Acquaviva (41)               | Aberdare (32)          | Cargese (27)       |
| 2ª      | 18 luglio    | Montpellier     | Chiesanuova (49)            | Moura (47)                  | Las Palmas (43)          | Atrani (37)                  | Montpellier (34)       | Carmarthen (31)    |
| 3ª      | 25 luglio    | Madrid          | Leiria (56)                 | Castel Goffredo (53)        | Las Rozas de Madrid (38) | Wrexham e Faetano (31)       | Wrexham e Faetano (31) | Fécamp (25)        |
| 4ª      | 1º agosto    | Figueira da Foz | Chaves (51)                 | Serravalle - Squadra A (45) | Viterbo e Rhyl (41)      | Viterbo e Rhyl (41)          | Aurillac (33)          | Salou (21)         |
| 5ª      | 8 agosto     | Llanberis       | Llanberis (55)              | Guimarães (50)              | Vitoria (38)             | Caen (37)                    | Anzio (29)             | Montegiardino (26) |
| 6ª      | 15 agosto    | Vigevano        | Serravalle - Squadra B (53) | Megève (49)                 | Venosa (45)              | Llanidloes (36)              | Batalha (34)           | Pollensa (32)      |
| 7ª      | 22 agosto    | Montpellier     | San Marino (49)             | Lerici (46)                 | Granada (45)             | Montpellier (39)             | Alcobaça (29)          | Caerphilly (27)    |
| 8ª      | 29 agosto    | Madrid          | Madrid (49)                 | Madera (48)                 | Saint-Vincent (38)       | Chalon-sur-Saône (37)        | Newport (33)           | Domagnano (27)     |
| 9ª      | 5 settembre  | Figueira da Foz | Figueira da Foz (49)        | Épernay (46)                | Aberystwyth (43)         | Santa Teresa di Gallura (41) | Fiorentino (36)        | Alicante (32)      |
| 10ª     | 12 settembre | Llanberis       | Águeda (56)                 | Jaca (55)                   | Montesilvano (39)        | Borgo Maggiore (34)          | Alfortville (31)       | Holyhead (20)      |
| Finale  | 19 settembre | Saint Vincent   | Vigevano (52)               | Leiria (48)                 | Megève (47)              | Serravalle - Squadra B (37)  | Madrid (29)            | Llanberis (24)     |

## Ventitreesima edizione (1992)
| Nazioni partecipanti: 8 | Nazioni partecipanti: 8 | Nazioni partecipanti: 8 | Nazioni partecipanti: 8 | Nazioni partecipanti: 8 | Nazioni partecipanti: 8 | Nazioni partecipanti: 8 | Nazioni partecipanti: 8 |
| ----------------------- | ----------------------- | ----------------------- | ----------------------- | ----------------------- | ----------------------- | ----------------------- | ----------------------- |
| Cecoslovacchia (CS)     | Francia (F)             | Galles (GB)             | Italia (I)              | Portogallo (P)          | Spagna (E)              | Svizzera (CH)           | Tunisia (TU)            |

| Puntata | Data         | Sede                 | 1º classificato              | 2º classificato                 | 3º classificato                                | 4º classificato                                | 5º classificato                                | 6º classificato                         | 7º classificato                         | 8º classificato                      |
| ------- | ------------ | -------------------- | ---------------------------- | ------------------------------- | ---------------------------------------------- | ---------------------------------------------- | ---------------------------------------------- | --------------------------------------- | --------------------------------------- | ------------------------------------ |
| 1ª      | 4 luglio     | Casale Monferrato    | Praga (63)                   | La Chaux-de-Fonds e Cahors (60) | La Chaux-de-Fonds e Cahors (60)                | Macael (55)                                    | Carmarthen (51)                                | Riccò del Golfo di Spezia e Chaves (43) | Riccò del Golfo di Spezia e Chaves (43) | Kairouan (29)                        |
| 2ª      | 11 luglio    | Lisbona              | Le Havre (66)                | Azzorre (63)                    | Varazze (62)                                   | Lerida (51)                                    | Estavayer-le-Lac (48)                          | Poděbrady (46)                          | Sidi Bou Said (37)                      | Mold (30)                            |
| 3ª      | 18 luglio    | Alfortville          | La Côte (72)                 | Castelfidardo (67)              | Santarém (57)                                  | Wrexham (54)                                   | Sokolov (43)                                   | Alfortville (39)                        | Ciudad Rodrigo (38)                     | Susa (32)                            |
| 4ª      | 25 luglio    | Třebíč               | Třebíč (75)                  | Carpenedolo (60)                | Cangas de Onís (58)                            | Martigny (53)                                  | Moura (46)                                     | Bourg-en-Bresse (45)                    | Newtown (38)                            | Djerba (25)                          |
| 5ª      | 1º agosto    | Swansea              | Breuil-Cervinia e Olhão (61) | Breuil-Cervinia e Olhão (61)    | Šternberk (57)                                 | Santa Cruz de Tenerife (54)                    | Swansea (48)                                   | Coppet (45)                             | Hammamet (42)                           | La Ciotat (30)                       |
| 6ª      | 15 agosto    | Casale Monferrato    | Felgueiras (65)              | Tourcoing (59)                  | Canton Giura, Rýmařov e Casale Monferrato (58) | Canton Giura, Rýmařov e Casale Monferrato (58) | Canton Giura, Rýmařov e Casale Monferrato (58) | Calatayud (51)                          | Rhuddlan (40)                           | Tabarca (14)                         |
| 7ª      | 22 agosto    | Lisbona              | Lisbona (81)                 | Carouge e Caernarfon (53)       | Carouge e Caernarfon (53)                      | Sallanches (48)                                | Paestum (45)                                   | Tábor e Ibiza (44)                      | Tábor e Ibiza (44)                      | Cartagine (30)                       |
| 8ª      | 29 agosto    | Alfortville          | Cwm Mawr (62)                | Romont e Torrevieja (58)        | Romont e Torrevieja (58)                       | Chrudim e Maia (56)                            | Chrudim e Maia (56)                            | Langhirano (47)                         | Alfortville (31)                        | Sfax (30)                            |
| 9ª      | 5 settembre  | Rožnov pod Radhoštěm | Aveiro (60)                  | Nabeul (54)                     | Rožnov pod Radhoštěm (53)                      | San Pellegrino Terme (51)                      | Cordova (50)                                   | Cardiff (49)                            | La Neuveville-Nods e Strasburgo (41)    | La Neuveville-Nods e Strasburgo (41) |
| 10ª     | 19 settembre | Swansea              | Palma di Maiorca (64)        | Jablonec nad Nisou (53)         | Peso da Régua (52)                             | Charmey e Vigevano (49)                        | Charmey e Vigevano (49)                        | Pertuis e Monastir (45)                 | Pertuis e Monastir (45)                 | Swansea (42)                         |
| Finale  | 24 settembre | Ponta Delgada        | Třebíč (64)                  | Breuil-Cervinia e Lisbona (57)  | Breuil-Cervinia e Lisbona (57)                 | La Côte e Le Havre (49)                        | La Côte e Le Havre (49)                        | Palma di Maiorca (47)                   | Cwm Mawr (40)                           | Nabeul (34)                          |

## Ventiquattresima edizione (1993)
| Nazioni partecipanti: 7 | Nazioni partecipanti: 7 | Nazioni partecipanti: 7 | Nazioni partecipanti: 7 | Nazioni partecipanti: 7 | Nazioni partecipanti: 7 | Nazioni partecipanti: 7 |
| ----------------------- | ----------------------- | ----------------------- | ----------------------- | ----------------------- | ----------------------- | ----------------------- |
| Galles (GB)             | Grecia (GR)             | Italia (I)              | Portogallo (P)          | Repubblica Ceca (CZ)    | Svizzera (CH)           | Ungheria (H)            |

| Puntata | Data         | Sede              | 1º classificato         | 2º classificato             | 3º classificato             | 4º classificato                            | 5º classificato                            | 6º classificato             | 7º classificato        |
| ------- | ------------ | ----------------- | ----------------------- | --------------------------- | --------------------------- | ------------------------------------------ | ------------------------------------------ | --------------------------- | ---------------------- |
| 1ª      | 15 luglio    | Codroipo          | Lignano Sabbiadoro (51) | Smržovka (47)               | Tesserete (46)              | Poros (45)                                 | Debrecen (44)                              | Évora (36)                  | Swansea (25)           |
| 2ª      | 22 luglio    | Leukerbad         | Amadora (55)            | Rosolina Mare (53)          | Leukerbad (44)              | Karlovy Vary (42)                          | Gödöllő (37)                               | Bethesda (35)               | Kaisarianī (28)        |
| 3ª      | 29 luglio    | Rhyl              | Santarém (59)           | Le Bouveret (58)            | Paks (47)                   | Brebbia (44)                               | Sedlčany e Rhyl (32)                       | Sedlčany e Rhyl (32)        | Argyroupoli (25)       |
| 4ª      | 5 agosto     | Leukerbad         | Felgueiras (52)         | Szekszárd (50)              | Litovel (46)                | Altopiano delle Cinquemiglia (43)          | Giornico (42)                              | Rhuthun (34)                | Giannina (28)          |
| 5ª      | 12 agosto    | Coimbra           | Šumperk (62)            | Llantrisant (51)            | Ginevra (50)                | Batalha (46)                               | Hajdúszoboszló (35)                        | Veria e Tursi (23)*         | Veria e Tursi (23)*    |
| 6ª      | 26 agosto    | Codroipo          | Pápa (49)               | Yverdon-les-Bains (47)      | Pardubice (41)              | San Daniele del Friuli e Santo Tirso (39)* | San Daniele del Friuli e Santo Tirso (39)* | Cardiff e Chania (29)*      | Cardiff e Chania (29)* |
| 7ª      | 2 settembre  | Coimbra           | Siracusa (51)           | Coimbra (50)                | Písek (48)                  | Tapolca (47)                               | Le Noirmont (37)                           | Carmarthen (30)             | Patrasso (27)          |
| 8ª      | 9 settembre  | Atene-Amaroussion | Firenze (50)            | Sárospatak (48)             | Locarno (47)                | Aveiro (46)                                | Ammanford (40)                             | Mariánské Hory/Ostrava (32) | Amaroussion (22)       |
| 9ª      | 16 settembre | Rhyl              | Cogne (54)              | Krnov e Székesfehérvár (49) | Krnov e Székesfehérvár (49) | Portimão (46)                              | Wrexham (36)                               | San Bernardino (32)         | Chalandri (18)         |
| 10ª     | 23 settembre | Kecskemét         | Kecskemét (61)          | Agordino (52)               | Trojanovice (40)            | Figueira da Foz (35)                       | Llandrindod Wells (34)                     | Agioi Anargyroi (31)        | Fully (28)             |
| Finale  | 30 settembre | Karlovy Vary      | Kecskemét (56)          | Šumperk (50)                | Le Bouveret (48)            | Poros (42)                                 | Llantrisant (40)                           | Cogne (36)                  | Santarém (24)          |

## Venticinquesima edizione (1994)
| Nazioni partecipanti: 9 | Nazioni partecipanti: 9 | Nazioni partecipanti: 9 | Nazioni partecipanti: 9 | Nazioni partecipanti: 9 | Nazioni partecipanti: 9 | Nazioni partecipanti: 9 | Nazioni partecipanti: 9 | Nazioni partecipanti: 9 |
| ----------------------- | ----------------------- | ----------------------- | ----------------------- | ----------------------- | ----------------------- | ----------------------- | ----------------------- | ----------------------- |
| Galles (GB)             | Grecia (GR)             | Italia (I)              | Malta (M)               | Portogallo (P)          | Repubblica Ceca (CZ)    | Slovenia (SLO)          | Svizzera (CH)           | Ungheria (H)            |

| Puntata | Data         | Sede           | 1º classificato        | 2º classificato        | 3º classificato          | 4º classificato                  | 5º classificato                  | 6º classificato                  | 7º classificato         | 8º classificato         | 9º classificato      |
| ------- | ------------ | -------------- | ---------------------- | ---------------------- | ------------------------ | -------------------------------- | -------------------------------- | -------------------------------- | ----------------------- | ----------------------- | -------------------- |
| 1ª      | 27 luglio    | Batalha        | Vila Real (83)         | Mosonmagyaróvár (81)   | Airolo (79)              | Bruntál (76)                     | Rogaška Slatina (67)             | Llandeilo (66)                   | Giannina (65)           | La Valletta (54)        | Sestriere (53)       |
| 2ª      | 30 luglio    | Tal-Qroqq      | Százhalombatta (80)    | Ostrov nad Ohří (78)   | Mendrisio (74)           | Vila Nova de Famalicão (73)      | Salonicco (72)                   | Canale d'Isonzo (71)             | Sassari (68)            | Birchircara (45)        | Bangor (38)          |
| 3ª      | 3 agosto     | Hradec Králové | Cegléd (86)            | Hradec Králové (83)    | Centovalli (76)          | Loulé (73)                       | Ljutomer (70)                    | Bala (61)                        | Kavala (60)             | Zurrico (54)            | Noto (49)            |
| 4ª      | 6 agosto     | Roma           | Salgótarján (90)       | Olivone (85)           | Coimbra (81)             | Aidussina (76)                   | Brno (67)                        | Grottaferrata (61)               | Agios Nikolaos (60)     | Mosta (45)              | Cardiff (40)         |
| 5ª      | 10 agosto    | Pécs           | Pécs (92)              | Česká Třebová (86)     | Mirandela (75)           | Valle Verzasca (67)              | Krško (63)                       | Rhyl (61)                        | Rosolini (59)           | Rodi (58)               | Paola (48)           |
| 6ª      | 13 agosto    | Batalha        | Bleda (88)             | Llangollen (86)        | Győr (71)                | Bellinzona, Kyjov e Batalha (70) | Bellinzona, Kyjov e Batalha (70) | Bellinzona, Kyjov e Batalha (70) | Corfù (53)              | Policoro (51)           | Mdina (47)           |
| 7ª      | 17 agosto    | Tal-Qroqq      | Swansea e Setúbal (85) | Swansea e Setúbal (85) | Příbram (78)             | Mengeš (71)                      | Giubiasco (68)                   | Nagykanizsa (62)                 | Porto Tolle (60)        | Prevesa (57)            | Vittoriosa (51)      |
| 8ª      | 20 agosto    | Roma           | Valle d'Aosta (91)     | Nova Gorica (87)       | Paços de Ferreira (80)   | Val Poschiavo (77)               | Hódmezővásárhely (75)            | Llanfairpwll (60)                | Těrlicko (54)           | Mitilene e Gozo (46)    | Mitilene e Gozo (46) |
| 9ª      | 24 agosto    | Lubiana        | Wrexham (87)           | Lubiana (75)           | Moura (74)               | Jihlava (71)                     | Kalocsa (69)                     | Valle Onsernone (67)             | Argostoli e Arezzo (66) | Argostoli e Arezzo (66) | Casal Mellea (42)    |
| 10ª     | 31 agosto    | Poros          | Águeda (85)            | Comacchio (82)         | Lipnice nad Sázavou (78) | Poros (77)                       | Bassa Mesolcina (69)             | Sátoraljaújhely (65)             | Podčetrtek (55)         | Sliema (54)             | Pontypridd (53)      |
| Finale  | 24 settembre | Cardiff        | Česká Třebová (90)     | Wrexham (89)           | Olivone (74)             | Valle d'Aosta (66)               | Poros (65)                       | Bleda (61)                       | Pécs (56)               | Setúbal (52)            | La Valletta (51)     |

## Ventiseiesima edizione (1995)
| Nazioni partecipanti: 7 | Nazioni partecipanti: 7 | Nazioni partecipanti: 7 | Nazioni partecipanti: 7 | Nazioni partecipanti: 7 | Nazioni partecipanti: 7 | Nazioni partecipanti: 7 |
| ----------------------- | ----------------------- | ----------------------- | ----------------------- | ----------------------- | ----------------------- | ----------------------- |
| Grecia (GR)             | Italia (I)              | Malta (M)               | Portogallo (P)          | Repubblica Ceca (CZ)    | Svizzera (CH)           | Ungheria (H)            |

| Puntata | Data         | Sede          | 1º classificato     | 2º classificato                 | 3º classificato                 | 4º classificato                | 5º classificato             | 6º classificato          | 7º classificato      |
| ------- | ------------ | ------------- | ------------------- | ------------------------------- | ------------------------------- | ------------------------------ | --------------------------- | ------------------------ | -------------------- |
| 1ª      | 1º luglio    | Milano        | Valle Maggia (68)   | Veselí nad Moravou (61)         | Seghedino (60)                  | Milano (52)                    | Vila Franca de Xira (49)    | Micono (47)              | Casal Zebbugi (38)   |
| 2ª      | 8 luglio     | Brno          | Brno (76)           | Latina (62)                     | Paços de Ferreira (55)          | Biasca (51)                    | Batsi e San Lorenzo (46)    | Batsi e San Lorenzo (46) | Sátoraljaújhely (37) |
| 3ª      | 15 luglio    | Vilamoura     | Faro (74)           | Tiszaújváros (65)               | Frýdlant (54)                   | Coo (51)                       | Rabat (46)                  | Gambarogno (42)          | Vibo Valentia (36)   |
| 4ª      | 22 luglio    | San Giuliano  | Patrasso (59)       | Águeda (57)                     | Balerna e Gödöllő (54)          | Balerna e Gödöllő (54)         | San Giuliano (53)           | Pietra Ligure (51)       | Plzeň (41)           |
| 5ª      | 29 luglio    | Milano        | Hradec Králové (66) | Ascona (60)                     | Fgura e Viana do Castelo (55)   | Fgura e Viana do Castelo (55)  | Pápa (52)                   | Arona (50)               | Amfilochia (29)      |
| 6ª      | 5 agosto     | Vilamoura     | Domažlice (63)      | Capriasca e Százhalombatta (62) | Capriasca e Százhalombatta (62) | Loulé (60)                     | Sorrento (48)               | Salonicco (46)           | Qormi (29)           |
| 7ª      | 12 agosto    | Budapest      | Budapest (62)       | Mondragone (61)                 | Litvínov (56)                   | Aveiro (53)                    | Malcantone (50)             | Suggeui (49)             | Idra (33)            |
| 8ª      | 19 agosto    | Atene-Zografo | Lanusei (70)        | Amadora (60)                    | Turnov e Hódmezővásárhely (55)  | Turnov e Hódmezővásárhely (55) | Lugano (54)                 | Atene (44)               | Tarscen (43)         |
| 9ª      | 16 settembre | Milano        | Rodi e Eger (62)    | Rodi e Eger (62)                | Děčín (59)                      | San Gottardo e Brunico (58)    | San Gottardo e Brunico (58) | Serpa (42)               | Attard (36)          |
| 10ª     | 23 settembre | Atene-Zografo | Felgueiras (75)     | Alta Mesolcina (63)             | Atene-Plaka (58)                | San Ġwann (47)                 | Budapest (44)               | Villasimius (43)         | Znojmo (36)          |
| Finale  | 30 settembre | Budapest      | Brno (72)           | Eger (63)                       | Valle Maggia (58)               | Felgueiras (52)                | Rodi (42)                   | Fgura (40)               | Lanusei (39)         |

## Ventisettesima edizione (1996)
| Nazioni partecipanti: 6 | Nazioni partecipanti: 6 | Nazioni partecipanti: 6 | Nazioni partecipanti: 6 | Nazioni partecipanti: 6 | Nazioni partecipanti: 6 |
| ----------------------- | ----------------------- | ----------------------- | ----------------------- | ----------------------- | ----------------------- |
| Grecia (GR)             | Italia (I)              | Portogallo (P)          | Slovenia (SLO)          | Svizzera (CH)           | Ungheria (H)            |

| Puntata | Data         | Sede      | 1º classificato          | 2º classificato     | 3º classificato                  | 4º classificato               | 5º classificato                  | 6º classificato                  |
| ------- | ------------ | --------- | ------------------------ | ------------------- | -------------------------------- | ----------------------------- | -------------------------------- | -------------------------------- |
| 1ª      | 29 giugno    | Stupinigi | Novo Mesto (58)          | Hajdúszoboszló (46) | Genestrerio e Sulmona (43)       | Genestrerio e Sulmona (43)    | Amadora (34)                     | Zante (32)                       |
| 2ª      | 6 luglio     | Stupinigi | Moura (58)               | Eger (57)           | Losone e Monte Cragnisca (43)    | Losone e Monte Cragnisca (43) | Tolentino (31)                   | Kilkis (30)                      |
| 3ª      | 13 luglio    | Stupinigi | Gran San Bernardo (53)   | Érd (46)            | Pregassona e Funchal (45)        | Pregassona e Funchal (45)     | Corfù (43)                       | Kranj (36)                       |
| 4ª      | 20 luglio    | Stupinigi | Bohinj (53)              | Tiszaújváros (49)   | Torino (45)                      | Águeda (42)                   | Tino (39)                        | Ponte Tresa (32)                 |
| 5ª      | 27 luglio    | Stupinigi | Vila Franca de Xira (58) | Mengeš (52)         | Calimno (43)                     | Göd (38)                      | Disentis/Mustér e Gallipoli (35) | Disentis/Mustér e Gallipoli (35) |
| 6ª      | 3 agosto     | Stupinigi | Lamego (62)              | Radenci (57)        | Catanzaro (43)                   | Atene (40)                    | Chironico (36)                   | Distretto V di Budapest (26)     |
| 7ª      | 17 agosto    | Stupinigi | Malvaglia (49)           | Albufeira (48)      | Százhalombatta (46)              | Dobrepoglie (42)              | Nicolosi (41)                    | Peristeri (35)                   |
| 8ª      | 24 agosto    | Stupinigi | Iška Vas (57)            | Ponta Delgada (55)  | Distretto XVIII di Budapest (49) | Abano Terme (45)              | Ceresio (39)                     | Kalamata (23)                    |
| 9ª      | 1º settembre | Stupinigi | Kecskemét (60)           | Železniki (55)      | Cascina e Gondomar (47)          | Cascina e Gondomar (47)       | Neo Psichikò (28)                | Lumino (-)                       |
| Finale  | 8 settembre  | Stupinigi | Kecskemét (54)           | Lamego (51)         | Gran San Bernardo (50)           | Novo Mesto (42)               | Malvaglia (34)                   | Calimno (32)                     |

## Ventottesima edizione (1997)
| Nazioni partecipanti: 8 | Nazioni partecipanti: 8 | Nazioni partecipanti: 8 | Nazioni partecipanti: 8 | Nazioni partecipanti: 8 | Nazioni partecipanti: 8 | Nazioni partecipanti: 8 | Nazioni partecipanti: 8 |
| ----------------------- | ----------------------- | ----------------------- | ----------------------- | ----------------------- | ----------------------- | ----------------------- | ----------------------- |
| Francia (F)             | Grecia (GR)             | Italia (I)              | Paesi Bassi (NL)        | Portogallo (P)          | Slovenia (SLO)          | Svizzera (CH)           | Ungheria (H)            |

| Puntata | Data        | Sede     | 1º classificato          | 2º classificato  | 3º classificato              | 4º classificato            | 5º classificato      | 6º classificato       | 7º classificato       | 8º classificato        |
| ------- | ----------- | -------- | ------------------------ | ---------------- | ---------------------------- | -------------------------- | -------------------- | --------------------- | --------------------- | ---------------------- |
| 1ª      | 5 luglio    | Budapest | Gyöngyös (91)            | Vedeggio (65)    | Laško (64)                   | Aveiro (58)                | Castel Goffredo (54) | Maarssen (40)         | Lione (36)            | Tino (31)              |
| 2ª      | 12 luglio   | Budapest | Amadora (72)             | Pápa (70)        | Plezzo (63)                  | Katastari-Zante (55)       | Troyes (51)          | Otranto (47)          | Almere (45)           | Chiasso (43)           |
| 3ª      | 19 luglio   | Budapest | San Bartolomeo (80)      | Schattdorf (75)  | Distretto V di Budapest (64) | Sciato (57)                | Moura (54)           | Loon op Zand (50)     | Laigueglia (35)       | Poitiers (31)          |
| 4ª      | 26 luglio   | Budapest | Komárom (67)             | La Clusaz (65)   | Lamego e Vuzenica (58)       | Lamego e Vuzenica (58)     | La Canea (56)        | Portici (52)          | Vlissingen (51)       | Val Bregaglia (48)     |
| 5ª      | 2 agosto    | Budapest | Vila Franca de Xira (68) | Ormož (67)       | Coldrerio (60)               | Laarbeek (57)              | Biarritz (54)        | Gyula (50)            | Agrinio (48)          | Belmonte Mezzagno (41) |
| 6ª      | 9 agosto    | Budapest | Heerlen (76)             | Szarvas (72)     | Courmayeur (64)              | Faido (55)                 | Briše (54)           | Braganza (53)         | Avignone (40)         | Lero (35)              |
| 7ª      | 16 agosto   | Budapest | Érd (72)                 | Val di Sole (68) | Felgueiras (64)              | Tržič (58)                 | Patrasso (51)        | Orléans e Raalte (48) | Orléans e Raalte (48) | Lago di Lugano (33)    |
| 8ª      | 23 agosto   | Budapest | Zandvoort (68)           | Xanthi (65)      | Ticino e Tiszaújváros (60)   | Ticino e Tiszaújváros (60) | Cannes (52)          | Viseu (51)            | Kranj (46)            | Arzachena (32)         |
| 9ª      | 31 agosto   | Budapest | Paredes (66)             | Norcia (65)      | Majšperk (59)                | Eger (58)                  | Edessa (55)          | Brissago (52)         | Strasburgo (50)       | IJsselstein (46)       |
| Finale  | 7 settembre | Lisbona  | Amadora (68)             | Val di Sole (66) | Schattdorf (65)              | Gyöngyös (64)              | Heerlen (63)         | Xanthi (40)           | San Bartolomeo (38)   | La Clusaz (34)         |

## Ventinovesima edizione (1998)
| Nazioni partecipanti: 7 | Nazioni partecipanti: 7 | Nazioni partecipanti: 7 | Nazioni partecipanti: 7 | Nazioni partecipanti: 7 | Nazioni partecipanti: 7 | Nazioni partecipanti: 7 |
| ----------------------- | ----------------------- | ----------------------- | ----------------------- | ----------------------- | ----------------------- | ----------------------- |
| Francia (F)             | Grecia (GR)             | Italia (I)              | Paesi Bassi (NL)        | Portogallo (P)          | Svizzera (CH)           | Ungheria (H)            |

| Puntata | Data         | Sede   | 1º classificato                | 2º classificato                     | 3º classificato                      | 4º classificato                      | 5º classificato                         | 6º classificato                         | 7º classificato    |
| ------- | ------------ | ------ | ------------------------------ | ----------------------------------- | ------------------------------------ | ------------------------------------ | --------------------------------------- | --------------------------------------- | ------------------ |
| 1ª      | 18 luglio    | Trento | Lamego (86)                    | Vlieland (76)                       | Borgosesia (74)                      | Idra (65)                            | Eger (61)                               | Stabio (59)                             | Sainte-Maxime (43) |
| 2ª      | 25 luglio    | Trento | Val Gardena-Alto Adige (88)    | Haarlemmermeer (72)                 | Tiszaújváros (66)                    | Amadora e Perros-Guirec (63)*        | Amadora e Perros-Guirec (63)*           | Giannina (60)                           | Ascona (55)        |
| 3ª      | 1º agosto    | Trento | Águeda (80)                    | Gyöngyös (77)                       | Monte Generoso e Nea Filadelfia (76) | Monte Generoso e Nea Filadelfia (76) | La Grande-Motte (60)                    | Realmonte (48)                          | Breda (42)         |
| 4ª      | 8 agosto     | Trento | La Clusaz (74)                 | Limni (72)                          | Vila Franca de Xira (71)             | Martigny (70)                        | Alphen aan den Rijn (69)                | Distretto XVIII di Budapest (62)        | Bibione (53)       |
| 5ª      | 15 agosto    | Trento | Torres Vedras (80)             | Regione San Gottardo e Cambrai (77) | Regione San Gottardo e Cambrai (77)  | Miskolc (70)                         | Meppel (65)                             | Elefsina (54)                           | Valtopina (52)     |
| 6ª      | 22 agosto    | Trento | Komotini (83)                  | Val di Sole (79)                    | Heerlen (70)                         | Oeiras (68)                          | Distretto V di Budapest (65)            | Royan (62)                              | Novazzano (42)     |
| 7ª      | 1º settembre | Trento | Peniche (88)                   | Katastari-Zante (81)                | Bellinzona (69)                      | Hilversum (64)                       | Hajdúszoboszló (63)                     | Torre Annunziata (53)                   | Mâcon (50)         |
| 8ª      | 12 settembre | Trento | Százhalombatta (91)            | Val Poschiavo (78)                  | Mondragone (69)                      | Périgueux (62)                       | Chio (56)                               | Sintra (52)                             | De Marne (51)      |
| 9ª      | 19 settembre | Trento | Distretto XII di Budapest (80) | Mafra (79)                          | Val di Blenio e Tripoli (71)         | Val di Blenio e Tripoli (71)         | Roermond (66)                           | Catanzaro (54)                          | Nevers (36)        |
| Finale  | 26 settembre | Trento | Százhalombatta (79)            | Komotini (74)                       | Vlieland (67)                        | Val Poschiavo (66)                   | Val Gardena-Alto Adige e La Clusaz (61) | Val Gardena-Alto Adige e La Clusaz (61) | Peniche (51)       |

## Trentesima edizione (1999)
| Nazioni partecipanti: 6 | Nazioni partecipanti: 6 | Nazioni partecipanti: 6 | Nazioni partecipanti: 6 | Nazioni partecipanti: 6 | Nazioni partecipanti: 6 |
| ----------------------- | ----------------------- | ----------------------- | ----------------------- | ----------------------- | ----------------------- |
| Francia (F)             | Grecia (GR)             | Italia (I)              | Slovenia (SLO)          | Svizzera (CH)           | Ungheria (H)            |

| Puntata | Data      | Sede        | 1º classificato                | 2º classificato         | 3º classificato                 | 4º classificato         | 5º classificato      | 6º classificato       |
| ------- | --------- | ----------- | ------------------------------ | ----------------------- | ------------------------------- | ----------------------- | -------------------- | --------------------- |
| 1ª      | 3 luglio  | Le Castella | Tre Valli (52)                 | Gyöngyös (51)           | Gap (44)                        | Tržič (43)              | Katerini (40)        | Reggio Calabria (26)  |
| 2ª      | 10 luglio | Le Castella | Bohinj (56)                    | Bolzano-Alto Adige (49) | Distretto XVII di Budapest (43) | Rouen (37)              | Locarno (35)         | Orestiada (28)        |
| 3ª      | 17 luglio | Le Castella | Distretto XII di Budapest (49) | Martigues (46)          | Rogatec (43)                    | Caorle (42)             | Capriasca (40)       | Andro (25)            |
| 4ª      | 31 luglio | Le Castella | Chiasso (54)                   | Debrecen (49)           | Kranj (46)                      | Valle d'Aosta (45)      | Villard-de-Lans (37) | Sapes (30)            |
| 5ª      | 7 agosto  | Le Castella | San Bartolomeo (56)            | Bosco Gurin (49)        | Distretto V di Budapest (44)    | Xanthi (38)             | Pagani (34)          | Tarbes (31)           |
| 6ª      | 14 agosto | Le Castella | Marburgo (57)                  | Patrasso (50)           | Tiszaújváros (46)               | Mulhouse (41)           | Parco del Nera (30)  | San Bernardino (28)   |
| 7ª      | 17 agosto | Le Castella | Lugano (48)                    | Monte Cragnisca (47)    | Edessa (43)                     | Brive-la-Gaillarde (39) | Szentendre (38)      | Grecìa Salentina (34) |
| Finale  | 31 agosto | Le Castella | Bolzano-Alto Adige (48)        | Patrasso (47)           | Distretto XII di Budapest (45)  | Marburgo (41)           | Martigues (40)       | Chiasso (36)          |